# Rolf Babiel

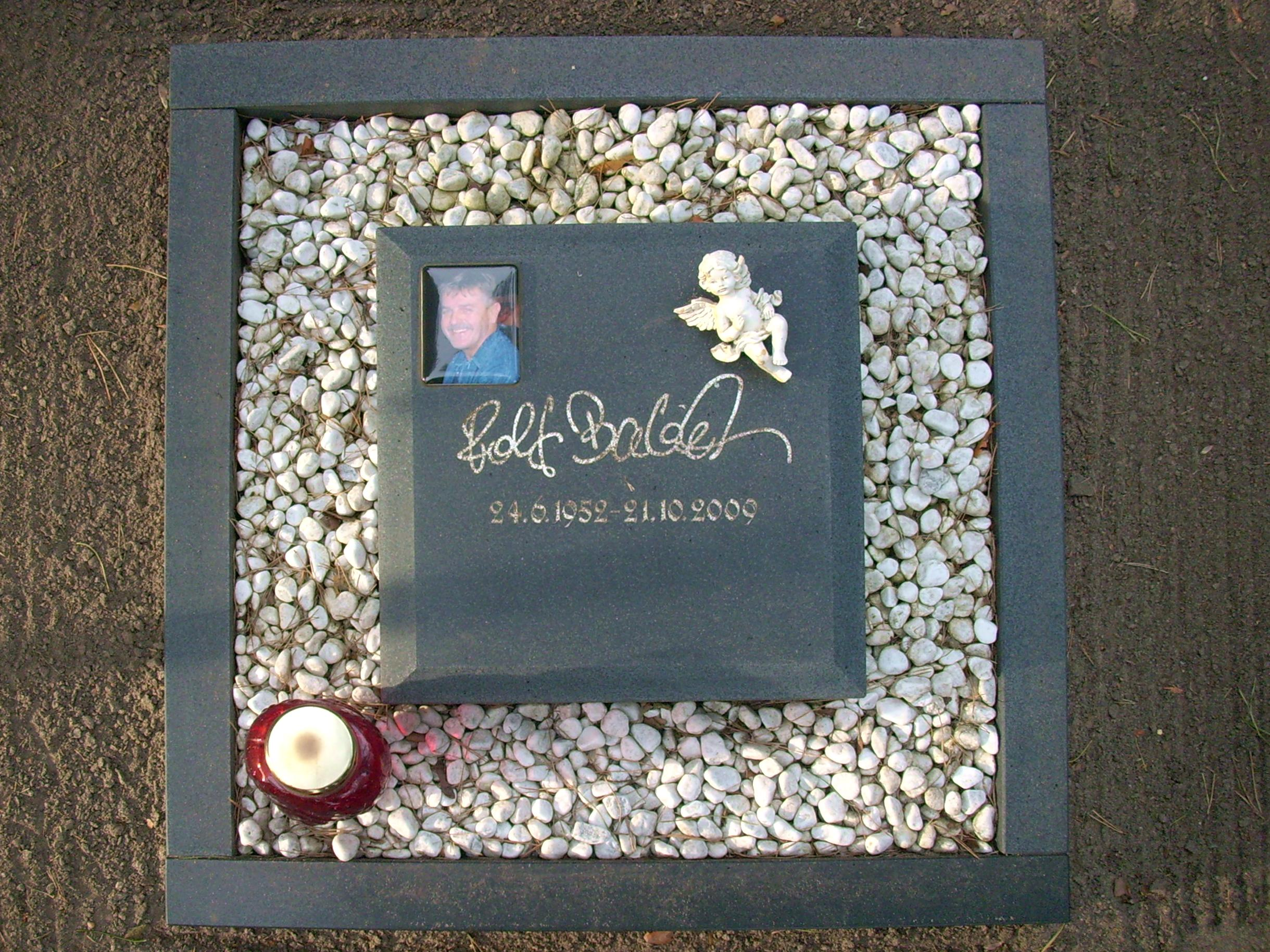
Rolf Babiels Grab auf dem Waldfriedhof in Hoyerswerda

Rolf Babiel (* 24. Juni 1952 in Hoyerswerda; † 21. Oktober 2009 in New York, Vereinigte Staaten) war ein deutsch-US-amerikanischer Gastronom. Er wurde auch als „Wurstkönig von New York“ bezeichnet.

## Leben
Rolf Babiel wuchs mit neun Geschwistern in Hoyerswerda auf, besuchte dort die Schule und arbeitete später als Maschinist im Tagebau bei Knappenrode. Mit 23 Jahren siedelte er am 13. August 1975 offiziell aus der DDR nach West-Berlin über. Bereits zweimal zuvor hatte er versucht, über die ehemalige Tschechoslowakei in den Westen zu fliehen. In West-Berlin lieferte er zunächst nachts Milch aus. 1981 wanderte er schließlich in die Vereinigten Staaten aus, kaufte sich einen fahrbaren Verkaufsstand und begann in New York mit dem Würstchenverkauf. Diesen Stand, bei dem es sich um den ersten mit typisch deutscher Hausmannskost in der Metropole handelte, baute er an der Fifth Avenue Ecke 54. gegenüber dem Lufthansa-Gebäude auf. Er entschied sich bewusst für diesen Standort, weil er davon ausging, dass seine Landsleute am ehesten Appetit auf seine Würste hätten. „Ich dachte, die wollen doch sicher auch mal etwas anderes essen als diese labbrigen Hot-Dogs“, sagte er später. Da er zu dieser Zeit noch nicht sonderlich gut Englisch sprach, besorgte er sich das Telefonverzeichnis der Lufthansa-Zentrale und rief die Leute dort direkt an, um ihnen seine Würstchen anzubieten. 

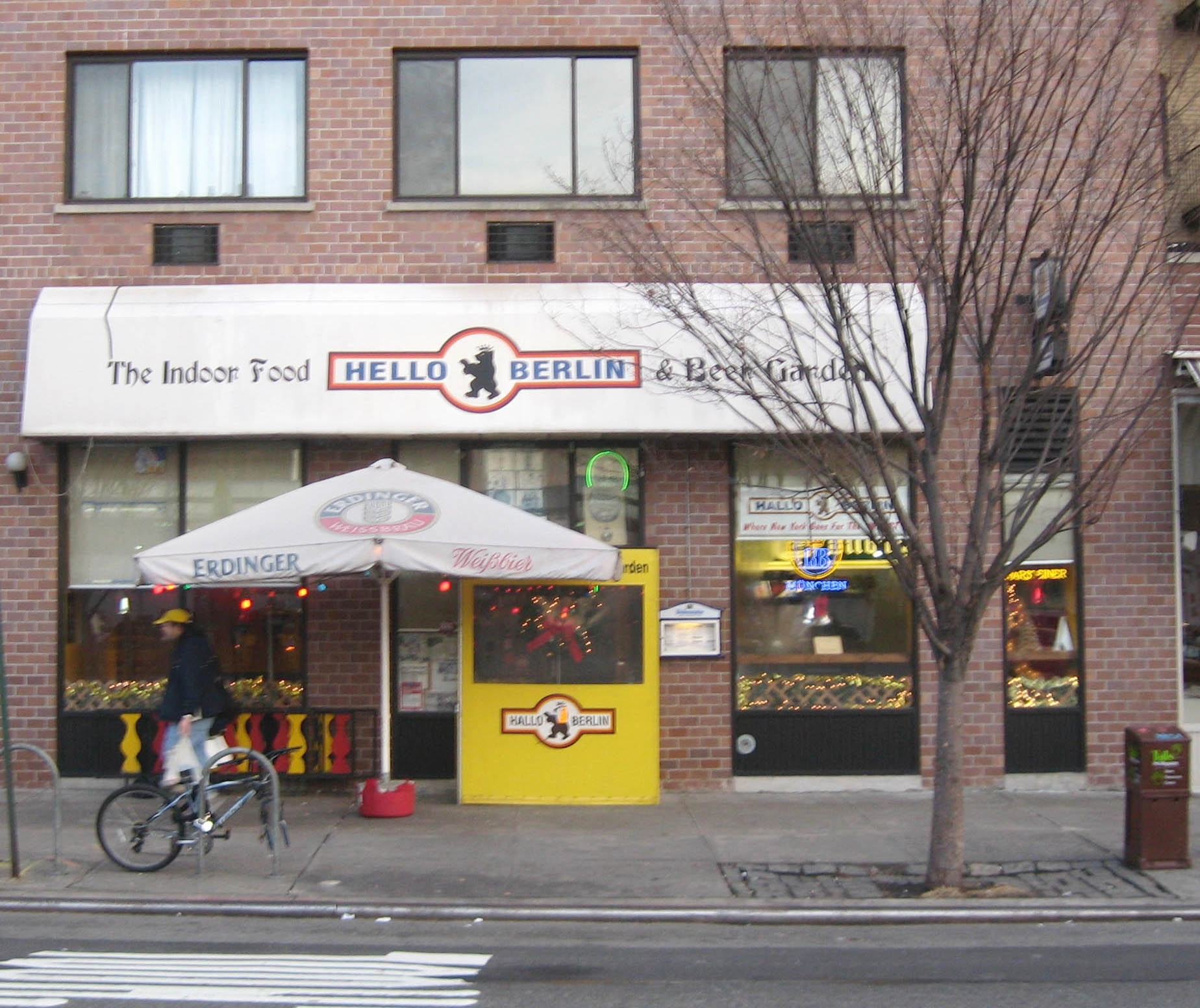
„Hello Berlin“-Restaurant an der 10th Avenue in New York

Babiel und sein „Hallo Berlin“-Stand wurden berühmt. Nicht nur Deutsche, sondern auch Amerikaner und vor allem japanische Touristen standen nunmehr Schlange an seinem Stand, der für drei Stunden täglich geöffnet hatte. Prominente aus vielen Ländern ließen sich mit ihm an seinem Stand fotografieren. Ab Ende der 1990er Jahre betrieb er zusammen mit seinem Bruder Wolfgang auch zwei deutsche Biergarten-Restaurants in Manhattan und eines in Conklin. Er verkaufte unter anderem zehn Sorten Wurst, die er von einem deutschen Metzger aus Queens bezog. Rotkohl, Sauerkraut und Bratkartoffeln importierte er direkt aus Deutschland. Neben dem „Hoyerswerdaer Schnitzel“, „Königsberger Klopsen“ und den „Kasseler Rippchen“ stand sein „German Soul Food“ als Spezialität auf der Speisekarte. Dabei handelte es sich um eine Mischung aus Bratwurst und Weißwurst mit Sauerkraut und Ketchup.
Kerstin Aldenhoff drehte 2002 über Babiel die Dokumentation Der Bratwurstkönig von New York. Im Jahr 2005 erhielt der gebürtige Sachse den Vendy-Preis. Er galt somit als bester Street-Food-Verkäufer New Yorks und setzte sich dabei gegen 10.000 Konkurrenten durch.
Rolf Babiel war verheiratet und hatte zwei Söhne. Er starb im Alter von 57 Jahren im Beth Israel Hospital in Manhattan. Sein Grab befindet sich auf dem Waldfriedhof in Hoyerswerda.